# 孟昶 (東晋)
孟 昶（もう ちょう、? - 義熙6年5月5日（410年6月22日））は、東晋末期の武将・政治家。字は彦遠。平昌郡安丘県の出身。弟に孟顗、子に孟霊休、孫に孟詡がいる。
桓玄の帝位簒奪に際して、劉裕らの反桓玄の挙兵に参加し、その後尚書左僕射に昇進した。しかしその後の盧循の乱に際して、北方への遷都の案が受け入れられなかったことを理由に自殺した。

## 生涯
元興2年（403年）、桓玄が東晋の安帝の禅譲を受けて国号を楚と改めた際、孟昶は桓玄の同族である青州刺史の桓弘の主簿を務めていた。翌元興3年（404年）に孟昶は建康にて桓玄に朝見し、彼の才能を高く買っていた桓玄は孟昶を尚書郎に任命しようとしたが、この人選に当たって桓玄は孟昶の旧知である劉邁（劉毅の兄）に、孟昶の過去の言行について問いただした。しかし孟昶と犬猿の仲であった劉邁は、孟昶の人となりを悪し様に伝えたため、結局孟昶の抜擢は取りやめとなり、このことを知った孟昶は劉邁を深く恨むと共に、桓玄の下で彼の信用を再び勝ち取ることはできないと判断し、劉裕らによる桓玄打倒と晋王室復興の挙兵に加わることとなった。なおこの政変には中心人物として参加した劉毅の兄である劉邁も参加を呼び掛けられたものの、彼はこの計画を桓玄に漏らし一度は列侯されたものの、結局直後に桓玄の命によって殺害されている。
孟昶は広陵にて劉毅および劉道規と共に兵を起こすことを命じられ、元上官である桓弘を殺害して同地を占領することに成功した。桓玄およびその残党が一掃されると建武将軍・丹陽尹に任じられ、また義熙4年（408年）には尚書左僕射の位を加えられた。義熙5年（409年）、劉裕が南燕への北伐を上奏すると朝臣は皆反対したが、孟昶や司馬の謝裕らは北伐に賛成した。このため孟昶は劉裕不在時の諸軍の監督を任され、自ら軍を率いて侵攻を行った劉裕は南燕を滅ぼすことに成功した。
義熙6年（410年）、五斗米道の指導者である盧循による反乱が発生し、討伐に当たった何無忌が戦死、劉毅も敗北するなど朝廷に動揺が走ると、孟昶や諸葛長民らは安帝を連れて長江を渡河し北方へと避難することを主張し、多くの朝臣らもこれに賛同した。しかし南燕征伐から帰国した劉毅を始め虞丘進や王懿らはこの案に反対して五斗米道軍との決戦を強硬に主張し、自身の案が受け入れられないことに憤慨した孟昶は、この決戦は敗北に終わると決め付け、自ら死を賜るよう願った。これを聞いた劉裕は激怒し「卿がもう一戦交えてからでも、それから死ぬのでは遅いということはなかろう！」と述べた。劉裕がどうしても意見を曲げないことを悟った孟昶は、かつての自身による劉裕の南燕征伐の後押しががその後の彼の増長を招いたことを悔やみ、「国家の危機を招いた責任を取って、天下に謝罪したい」と称し、自ら毒を仰いで命を落とした。